# Marino Hinestroza
Marino Hinestroza, né le 8 juillet 2002 à Cali en Colombie, est un footballeur colombien qui évolue au poste d'ailier gauche à l'Atlético Nacional, en prêt de Columbus Crew.

## Biographie

### En club
Né à Cali en Colombie, Marino Hinestroza est formé à l'Orsomarso S.C. (en) avant de rejoindre l'América de Cali. Il fait ses débuts en professionnel avec ce club le 8 mai 2019, lors d'un match de coupe de Colombie face à l'Universitario Popayán. Il entre en jeu et son équipe s'impose par deux buts à un.
Le 19 février 2020, Marino Hinestroza rejoint le Brésil et la SE Palmeiras sous la forme d'un prêt avec option d'achat. Il est dans un premier temps intégré à l'équipe des moins de 20 ans du club.
Refusant de prolonger avec l'América de Cali, Marino Hinestroza quitte le club gratuitement lors de l'été 2022 et rejoint le Mexique afin de s'engager en faveur du CF Pachuca. Le transfert est annoncé le 7 juin 2022.
Hinestroza joue son premier match pour Pachuca le 5 juillet 2022, lors d'une rencontre de championnat face au Querétaro FC. Il entre en jeu et son équipe s'impose par deux buts à zéro.
Hinestroza est sacré champion du Mexique en 2022 avec le CF Pachuca.

### En sélection
Marino Hinestroza représente l'équipe de Colombie des moins de 18 ans. Il ne joue toutefois qu'un seul match avec cette équipe, en 2019.

## Palmarès
CF Pachuca
- Championnat du Mexique (1) :
  - Champion : 2022.